# شركة الأنظمة الجينية للنباتات

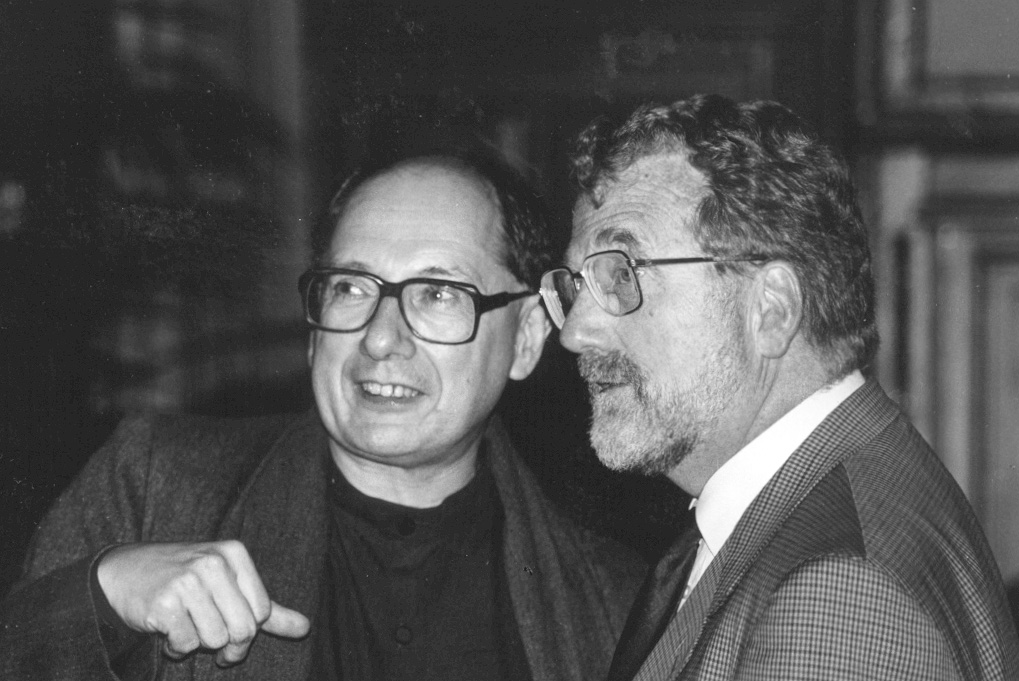
مارك فان مونتاجو (يسار) وجوزيف شيل (يمين)

شركة الأنظمة الجينية للنباتات (PGS) هي شركة للتكنولوجيا الحيوية تقع في غنت، بلجيكا. هي جزء من شركة باير منذ عام 2002م. تركز أنشطتها على الهندسة الوراثية للنباتات. تشتهر الشركة بعملها في تطوير نباتات معدلة وراثياً مقاومة للحشرات. يعود أصلها إلى عمل كل من مارك فان مونتاجو وجيف شيل في جامعة غينت اللذين كانا من بين أول من جمع نظاماً عملياً للهندسة الوراثية للنباتات. فقد طورا معاً نظاماً لنقل الجينات الأجنبية إلى جينوم النبات، باستخدام تي بلازميد من الأجرعية. ووجدا أيضاً طريقة لجعل الخلايا النباتية مقاومة للمضاد الحيوي كانامايسين عن طريق نقل جين نيومايسين فسفوترانسفيراز البكتيرية إلى جينوم النبات. كانت الشركة هي أول شركة (في عام 1985م) تطور نباتات (تبغ) معدلة وراثياً قادرة على مقاومة الحشرات من خلال التعبير عن جينات ترميز لبروتينات المبيدات الحشرية من العصوية التورنجية.

## تاريخ
تأسست الشركة في عام 1982م على يد مارك فان مونتاجو وجيف شيل الذين عملا في جامعة غينت ببلجيكا. في عام 1996م استحوذت شركة AgrEvo على الشركة. في عام 2000م, شكلت Aventis CropScience من خلال اندماج AgrEvo ورون بولنك. في عام 2002م، استحواذت باير على فرع التكنولوجيا الحيوية النباتية في شركة Aventis CropScience.

## روابط خارجية
- معهد التكنولوجيا الحيوية النباتية للبلدان النامية